# Stobno (jezioro w województwie kujawsko-pomorskim)
Stobno – jezioro w woj. kujawsko-pomorskim, w powiecie tucholskim, w gminie Tuchola, leżące na pograniczu Pojezierza Północnokrajeńskiego i Borów Tucholskich.

## Dane morfometryczne
Powierzchnia zwierciadła wody wynosi 89,2 ha.
Zwierciadło wody położone jest na wysokości 107,2 m n.p.m.. Średnia głębokość jeziora wynosi 7,6 m, natomiast głębokość maksymalna 20,2 m.
Na podstawie badań przeprowadzonych w 1998 roku wody jeziora zaliczono do poza klasą klasy czystości i II kategorii podatności na degradację.

## Hydronimia
Według urzędowego spisu opracowanego przez Komisję Nazw Miejscowości i Obiektów Fizjograficznych (KNMiOF) nazwa tego jeziora to Stobno.